# Улица Ткачей (Санкт-Петербург)
Улица Ткаче́й — улица в Невском районе Санкт-Петербурга. Проходит от проспекта Обуховской Обороны до улицы Седова. Длина около 1,1 км.

## История
Улица получила название 2 января 1926 года в связи с тем, что расположена вблизи текстильных предприятий, а также в память о революционном прошлом ткачей Максвельской фабрики (совр. фабрика «Рабочий»).
Улица застроена трёхэтажным жилым массивом (архитекторы Л. М. Тверской и Д. П. Бурышкин).

## Достопримечательности
- Школа № 120 им. КИМа (ныне Школа № 327 Невского района), ул. Ткачей, д.9 в стиле конструктивизма

## Пересечения
Пересекает следующие улицы:
- проспект Обуховской Обороны (примыкание)
- улица Бабушкина
- улица Пинегина
- улица Седова